# 김천 청암사 수도암 석조비로자나불좌상
김천 청암사 수도암 석조비로자나불좌상(金泉 靑巖寺 修道庵 石造毘盧遮那佛坐像)은 대한민국 경상북도 김천시 청암사에 있는, 남북국 시대 신라의 불상이다.
1963년 1월 21일 대한민국의 보물 제307호 청암사수도암석조비로자나불좌상(靑巖寺修道庵石造毘盧舍那佛坐像)으로 지정되었다가, 2010년 8월 25일 현재의 명칭으로 변경되었다.

## 개요
청암사 수도암에 모셔진 높이 2.51m의 통일신라시대 석조불상으로 진리의 세계를 두루 통솔한다는 의미를 지닌 비로자나불을 형상화한 것이다.
민머리에는 상투 모양의 머리(육계)가 작지만 분명하게 표현되었다. 얼굴은 네모나며 풍만하고, 긴 눈·작은 입·평평한 콧잔등에서 위엄있는 모습을 살펴볼 수가 있다. 옷은 양 어깨에 걸쳐 입고 있으며 옷주름은 느슨하고 형식적으로 표현되었다. 손은 왼손 검지를 오른손으로 감싸고 있는데 매우 사실적으로 묘사하였으며 단정하고 강인한 느낌을 준다. 거구의 불상이면서도 불안정한 모습을 보여주는 것은 특이한 손모양과 함께 당시 시대양식의 반영인 것 같다.
불상이 앉아 있는 대좌(臺座)는 크게 3부분으로 구성되어 있는데 아래쪽은 연꽃을 엎어 놓은 모양으로 8각형을 이루고 있다. 맨 위에는 반원형에 가까운 연꽃이 2줄로 교차되어 있고, 앞면에 3마리의 사자상과 용머리 같은 것이 새겨져 있어 독특하다.
전체적으로 정제되고 균형잡힌 모습을 나타내는데, 위축되고 긴장감이 감소하며 탄력이 줄어든 점으로 볼 때 신라말에 만든 작품으로 추정된다.

## 같이 보기
- 청암사

## 참고 문헌
- 김천 청암사 수도암 석조비로자나불좌상 - 국가유산청 국가유산포털
- 한국저작권위원회 공유마당에 있는 불상 사진[깨진 링크(과거 내용 찾기)]